# Gadirtha muscosa
Gadirtha muscosa är en fjärilsart som beskrevs av Fletcher 1957. Gadirtha muscosa ingår i släktet Gadirtha och familjen trågspinnare. Inga underarter finns listade i Catalogue of Life.